# 義興公主 (南陳)
義興公主（?—?），中国南北朝陈朝公主，是陳宣帝的女儿，母亲不详。名字不详。
義興公主下嫁钱肃，钱肃为驸马都尉。陈宣帝想用钱肃担任黄门侍郎，信義公主的丈夫蔡凝说钱肃不够标准。钱肃怀恨在心，让義興公主说蔡凝的坏话，陈宣帝一度把蔡凝贬到交趾，后来追还。